# Nadav Guedj
Nadav Guedj (em hebraico:  נדב גדג'; nascido em 2 de novembro de 1998) é um cantor francês-israelita que representou Israel no Festival Eurovisão da Canção 2015 com a música "Golden Boy". O cantor atingiu 97 pontos, terminando o concurso no 9º lugar.
É o vencedor da segunda temporada de HaKokhav HaBa. Guedj nasceu em Paris, a capital francesa.